# بقای خانواده
بقای خانواده (サバイバルファミリー Sabaibaru famirī) یک فیلم ژاپنی ساخته سال ۲۰۱۶ در سبک درام/کمدی به کارگاردانی شینوبو یاگوچی است. این فیلم توسط تاکاشی ایشیهارا، می‌نامی ایچی کاوا، و کیوشی ناگای تهیه کنندگی شد. این فیلم در جشنواره بین‌المللی فیلم ماکائو به عنوان فیلم منتخب سال ۲۰۱۶ پذیرفته شد.

## داستان
این فیلم به شخصیت اصلی خانواده یوشیوکی سوزوکی می‌پردازد. هنگامی که برق توکیو به دلیل یک شراره خورشیدی قطع می‌شود، شهر در آستانه وحشت قرار می‌گیرد. یوشیوکی باید خانواده اش را برای تلاش و بقا رهبری کند.
در این شرایط خطوط حیاتی مانند خدمات برق، گاز و آب نیز قطع شد. نه تنها آن‌ها، بلکه مایحتاج روزمره آن‌ها مانند خودرو، رایانه‌های شخصی، تلفن همراه و ساعت غیرقابل استفاده می‌شوند، همه شبکه‌های اطلاعاتی قطع می‌شوند. ارزها، اسکناس‌ها بی‌مصرف می‌شوند و مردم با داد و ستد از زندگی روزمره خود را می‌گذرانند.
خانواده سوزوکی که در توکیو زندگی می‌کنند و با باور کردن این شایعه که «اگر به غرب ژاپن بروید، در آن جا برق هست» به کاگوشیما، خانه والدین میتسو می‌روند. اما از آن جا که وسایل حمل و نقل مانند هواپیما، قطار یا خودروها از کار افتاده‌اند تصمیم می‌گیرند مسافت زیادی را با دوچرخه طی کنند.

## بازیگران
- فومیو کوهیناتا[۳]
- اری فوکاتسو[۳]
- یوکی ایزومیساوا[۳]
- واکانا آئوی[۳]